# USS Minnesota (BB-22)
El USS Minnesota (BB-22), fue un acorazado tipo pre-dreadnought clase Connecticut de la Armada de los Estados Unidos, quinto de su clase y primero en llevar ese nombre. Fue construido en el astillero de Newport New Shipbuilding Company, en Newport News, Virginia, con su quilla colocada en octubre de 1903 y botado en abril de 1905. La embarcación finalizada fue puesta en servicio con la flota en marzo de 1907, cuatro meses después de que el revolucionario acorazado británico HMS Dreadnought entrara en servicio. Estaba armado con una batería principal de cuatro cañones de 305 mm apoyados por una batería secundaria mixta de 8 cañones de 203 mm y 20 de 178  mm, a diferencia del Dreadnought, que estaba armado con grandes cañones que convertía a las embarcaciones como el Minnesota en obsoletas.
Poco después de entrar en servicio, se unió a la Gran Flota Blanca para su viaje de circunnavegación mundial, de 1908 a 1909. Los años 1909 a 1912 transcurrieron sin incidentes, pero poco después, la embarcación comenzó a participar en conflictos en el Caribe. Apoyó en los esfuerzos por sofocar una insurrección en Cuba, en 1912, y patrulló la costa de México de 1913 a 1914, durante la Revolución Mexicana. En 1916, fue colocada en la reserva, pero pronto regresó al servicio cuando Estados Unidos entró en la Primera Guerra Mundial, en abril de 1917. Durante la guerra, sirvió para entrenar al personal naval; mientras navegaba frente a la costa este de los Estados Unidos, en septiembre de 1918, golpeó una mina marina colocada por un submarino alemán. El extenso daño requirió largas reparaciones que lo mantuvieron fuera de servicio durante el resto de la guerra. En 1919, ayudó en la repatriación de los soldados estadounidenses en Europa antes de regresar a sus deberes de buque escuela, de 1920 a 1921. Fue dado de baja en diciembre de 1921 y desguazado en el astillero de Filadelfia, en 1924.

## Diseño

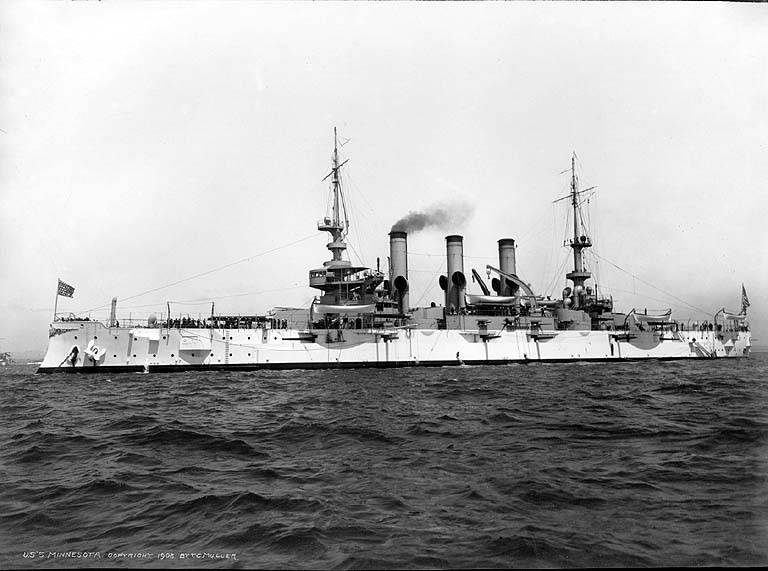
USS Minnesota, con su esquema de color de la Gran Flota Blanca, 1908.

La clase Connecticut sucedió a los acorazados clase Virginia, corrigiendo varias de las deficiencias más significativas de los primeros diseños, la más notable, la disposición superpuesta de los cañones principales y algunos de los secundarios. Una batería terciaria pesada de cañones de 178 mm reemplazó a los de 150 mm, que habían sido usados en los diseños estadounidenses previos. A pesar de las mejoras, las embarcaciones quedaron obsoletas contra el acorazado HMS Dreadnought, terminado antes que la mayoría de los acorazados de la clase Connecticut.
El Minnesota tenía una eslora de 139.1 m, una manga de 23.4 m, y un calado de 7.5 m. Tenía un desplazamiento estándar de 16 000 toneladas largas, y de 17 666 a máxima capacidad. Era impulsado por motores de vapor de triple expansión de dos ejes con una potencia de 16 500 caballos de fuerza (12 300 kW), conectados a dos ejes de hélices. El vapor era generado por doce calderas Babcock & Wilcox de carbón conectadas a tres chimeneas. El sistema de propulsión generaba una velocidad máxima de 18 nudos (33 km/h). Tal como fue construido, tenía mástiles militares pesados, pero fueron reemplazados en 1909 por mástiles de celosía. Tenía una tripulación de 827 oficiales y marinos, número que fue incrementado a 881 y después a 896.
Estaba armado con una batería principal de cuatro cañones calibre 305 mm/45 serie 5 en dos torretas dobles en la línea central, una en la proa y otra en la popa. La batería secundaria consistía en ocho cañones calibre 203 mm/45, y doce cañones calibre 178 mm/45. Los cañones de 203 mm estaban montados en cuatro torretas dobles en la mitad de la embarcación y los de 178 mm estaban colocados en casamatas en el casco. Contaba con veinte cañones calibre 76 mm/50 para la defensa a corta distancia contra buques torpederos, también montados en casamatas a lo largo del casco, y con doce cañones de 3 libras. Contaba también con cuatro cañones de 1 libra. Como estándar de los buques capitales de ese periodo, contaba con cuatro tubos lanzatorpedos de 533 mm en lanzadores sumergidos a los costados del casco.
Su cinturón blindado era de 279 mm de grosor sobre los pañoles y las salas de máquinas, y de 152 mm en el resto de la embarcación. Las torretas de la batería principal tenían costados de 305 mm de grosor, y las barbetas de apoyo tenían 254 mm en los costados expuestos. Las torretas secundarias tenían un blindaje frontal de 178 mm. La torre de mando tenía costados de 229 mm de grosor.

## Historial de servicio

### Primeros años y Gran Flota Blanca

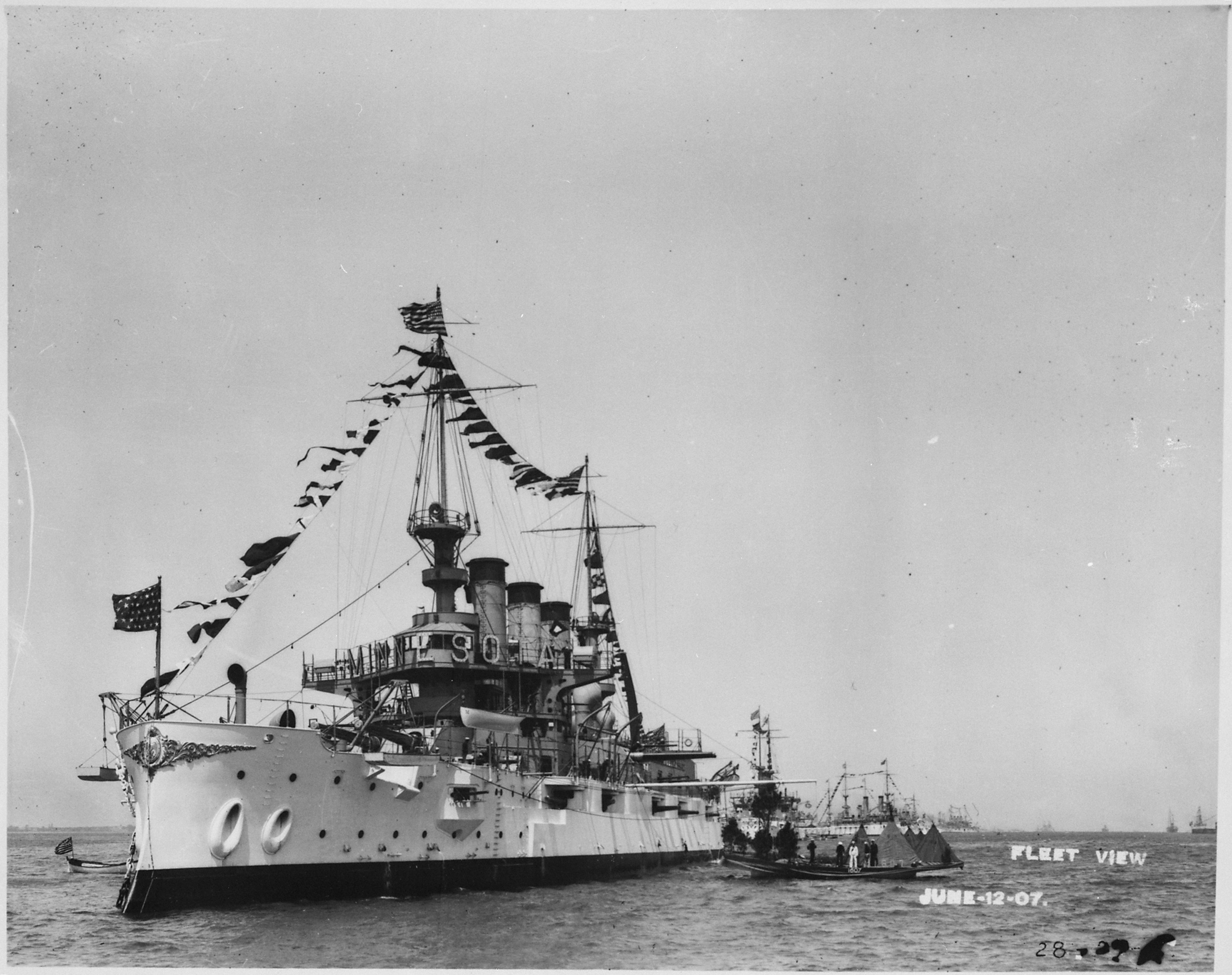
USS Minnesota con su esquema de pintura de la Gran Flota Blanca, junio de 1907

La quilla del Minnesota fue colocada en el astillero Newport News Shipbuilding Company, en Newport News, Virginia, el 27 de octubre de 1903, y fue botado el 8 de abril de 1905. Fue puesto en servicio con la flota el 9 de marzo de 1907, bajo el mando del capitán John Hubbard. La embarcación realizó un crucero de prueba frente a la costa de Nueva Inglaterra antes de presentarse en la Feria de Jamestown, para conmemorar el 300 aniversario de la fundación de la colonia de Jamestown, primer asentamiento inglés en América. Permaneció ahí del 22 de abril al 3 de septiembre.
El 16 de diciembre, zarpó de Hampton Roads con la Gran Flota Blanca para su viaje de circunnavegación mundial. El crucero fue concebido como una forma de demostrar el poderío militar de los Estados Unidos, particularmente hacia Japón. Las tensiones entre Estados Unidos y Japón habían comenzado a aumentar después de la victoria japonesa en la guerra ruso-japonesa, en 1905. La prensa de ambos países pedía la guerra, y Roosevelt esperaba utilizar la demostración de poderío naval para disuadir cualquier agresión japonesa. El crucero también tenía la intención de afirmar el estatus de Estados Unidos como una potencia naval mundial, además de convencer al Congreso de la necesidad de apoyar el aumento de los gastos navales. La flota navegó hacia el sur al Caribe, y luego a Sudamérica, haciendo paradas en Puerto España, Río de Janeiro, Punta Arenas y Valparaíso, entre otras ciudades, Después de llegar a México en marzo de 1908, la flota pasó tres semanas llevando a cabo prácticas de artillería. La flota continuó su viaje por la costa estadounidense del Pacífico, deteniéndose en San Francisco, y Seattle antes de cruzar el Pacífico hacia Australia, deteniéndose de camino en Hawái. Algunas paradas en el Pacífico Sur incluyeron Melbourne, Sídney y Auckland.
Después de dejar Australia, la flota giró al norte hacia Filipinas, deteniéndose en Manila antes de continuar hacia Japón, donde se realizó una ceremonia de bienvenida en Yokohama. En noviembre, le siguieron tres semanas de ejercicios en la bahía de Súbic, Filipinas. Las embarcaciones pasaron por Singapur el 6 de diciembre y entraron al océano Índico, cargaron carbón en Colombo antes de cruzar el canal de Suez y volvieron a abastecerse de carbón en Puerto Saíd, Egipto. La flota hizo escala en varios puertos del Mediterráneo antes de detenerse en Gibraltar, donde una flota internacional de barcos de guerra británicos, rusos, franceses y alemanes los recibieron. Las embarcaciones cruzaron el Atlántico para regresar a Hampton Roads el 22 de febrero de 1909, habiendo viajado 46 729 millas náuticas (82 542 km). Ahí, pasaron revista para el presidente Theodore Roosevelt.

### Actividades en tiempos de paz
A su regreso, el Minnesota fue asignado a la Flota del Atlántico. Pasó los siguientes tres años en la costa este de los Estados Unidos realizando una rutina de cruceros de entrenamiento de tiempos de paz, además de un viaje al Canal de la Mancha. A comienzos de 1912, comenzó a operar en el Caribe, particularmente después de que comenzaran a estallar disturbios en varios países de la región. Los primeros seis meses de 1912, patrulló aguas cubanas; se dirigió a la base estadounidense de Guantánamo para apoyar en la supresión de una insurrección en la isla, del 7 al 22 de junio. A mediados de 1913, patrulló la costa este de México durante la Revolución Mexicana. Regresó en 1914, con periodos allí del 26 de enero al 7 de agosto, y del 11 de octubre al 19 de diciembre. Durante su primer periodo, Estados Unidos ocupó el puerto de Veracruz para proteger los intereses estadounidenses. En 1915, regresó a Estados Unidos y continuó con su rutina previa de ejercicios de entrenamiento con cruceros ocasionales al Caribe. En noviembre de 1916, fue colocado en la reserva como buque insignia de la Fuerza de la Reserva de la Flota del Atlántico.

### Primera Guerra Mundial

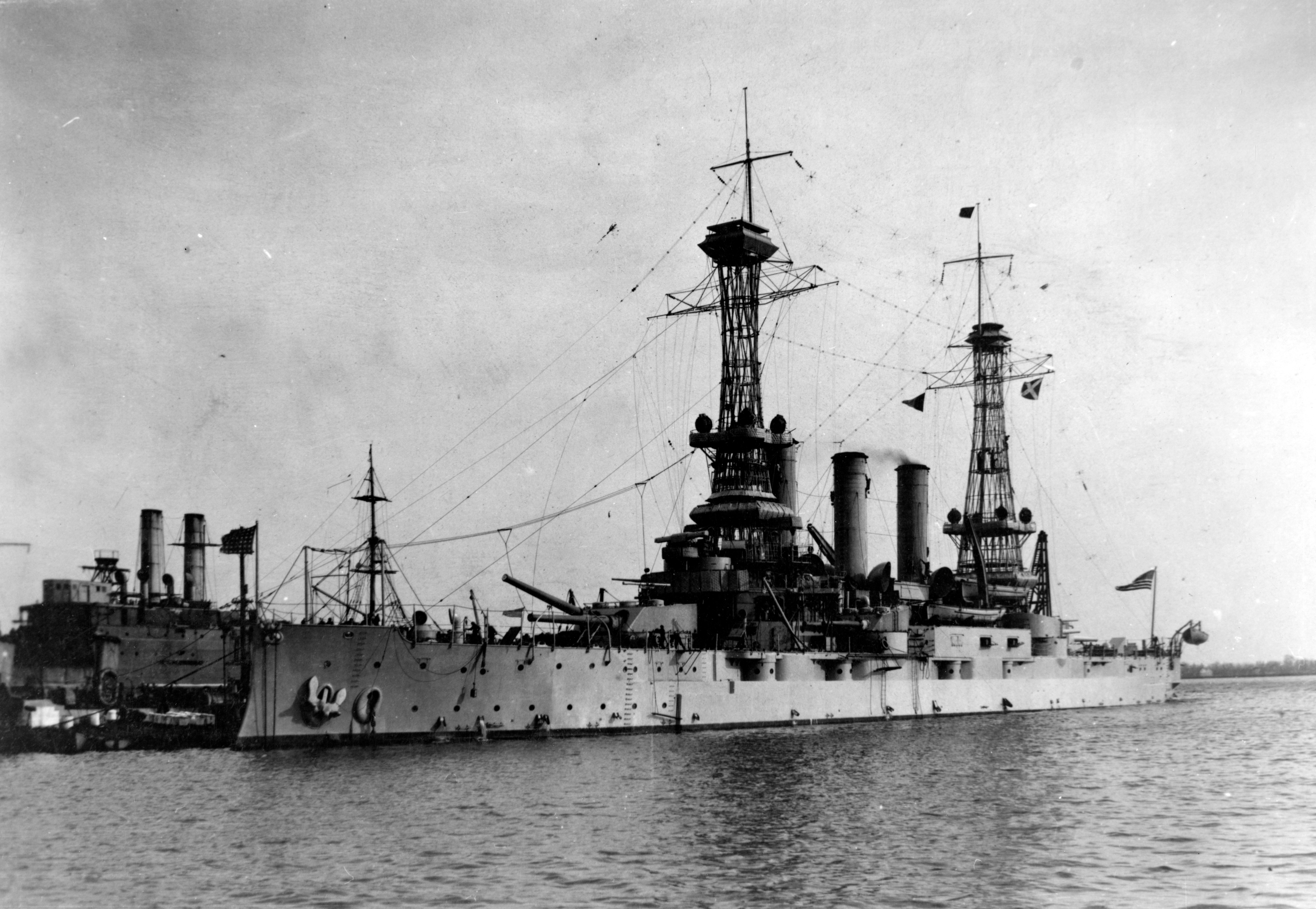
El Minnesota en el astillero de Filadelfia, 1919.

El Minnesota regresó al servicio activo después de que Estados Unidos le declarara la guerra a Alemania, el 6 de abril de 1917, entrando así a la Primera Guerra Mundial. Fue asignado a la 4.ª. División de la Fuerza de Acorazados, con base en el estrecho de Tangier, en la bahía de Chesapeake. Pasó toda la guerra como buque escuela entrenando artilleros y personal de sala de máquinas. Durante este periodo, el contraalmirante Albert Grant, comandante de la 1.ª Fuerza de Acorazados, instauró un programa para reforzar los mamparos de las embarcaciones bajo su mando. Esto mejoró su capacidad para absorber daños subacuáticos y permanecer a flote. El 29 de septiembre de 1918, mientras navegaba frente a la isla Fenwick, con el destructor USS Israel, golpeó una mina marina que había sido colocada por el submarino alemán U-117, que causó severos daños pero no provocó pérdida de vidas. La explosión abrió un agujero en el casco desde la cuaderna 5 a la 16, y desde la quilla hasta el borde inferior del cinturón blindado. La proa se inundó, pero los mamparos reparados previnieron que la inundación se extendiera. Con una velocidad reducida a 10 nudos (19 km/h), el Minnesota regresó al astillero de Filadelfia, donde se le realizaron reparaciones que duraron cinco meses, periodo en el cual Alemania firmó el armisticio que puso fin a la guerra.
El 11 de marzo de 1919, regresó al servicio con la Fuerza de Cruceros y Transporte, realizando tres viajes a Brest, Francia, para repatriar a los soldados estadounidenses de los campos de batalla europeos. En el transcurso de esos viajes, transportó a 3000 hombres; esta encomienda terminó el 23 de julio. La embarcación pasó los siguientes dos años como buque escuela para guardamarinas de la Academia Naval. Realizó dos cruceros de verano en 1920 y 1921, antes de ser dado de baja el 1 de diciembre de 1921. Fue retirado del Registro Naval de Embarcaciones el mismo día y fue vendido como chatarra el 23 de enero de 1924. Fue desguazado poco después en el astillero de Filadelfia.